# Neivamyrmex guerinii
Neivamyrmex guerinii es una especie de hormiga guerrera del género Neivamyrmex, subfamilia Dorylinae. Esta especie fue descrita científicamente por Shuckard en 1840.